# Phalaenopsis cornu-cervi
Phalaenopsis cornu-cervi är en orkidéart som först beskrevs av Jacob Gijsbert Samuel van Breda, och fick sitt nu gällande namn av Carl Ludwig von Blume och Heinrich Gustav Reichenbach. Phalaenopsis cornu-cervi ingår i släktet Phalaenopsis och familjen orkidéer. Inga underarter finns listade i Catalogue of Life.

## Bildgalleri

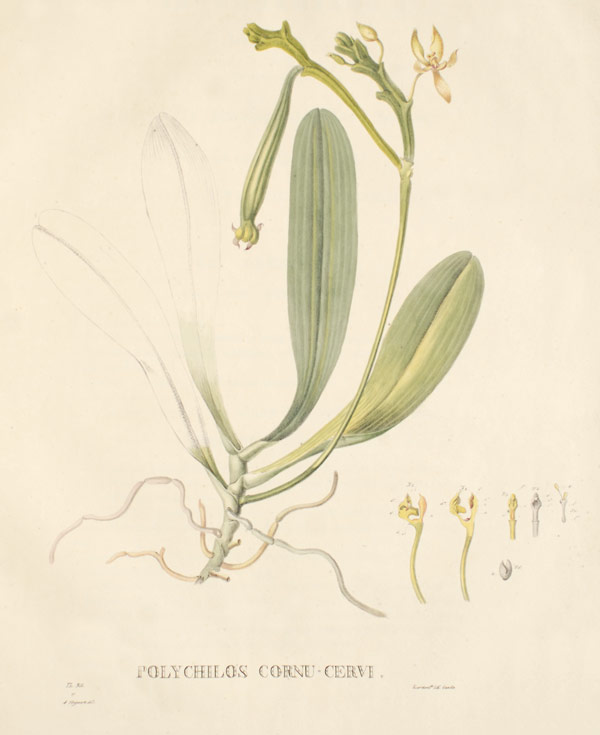
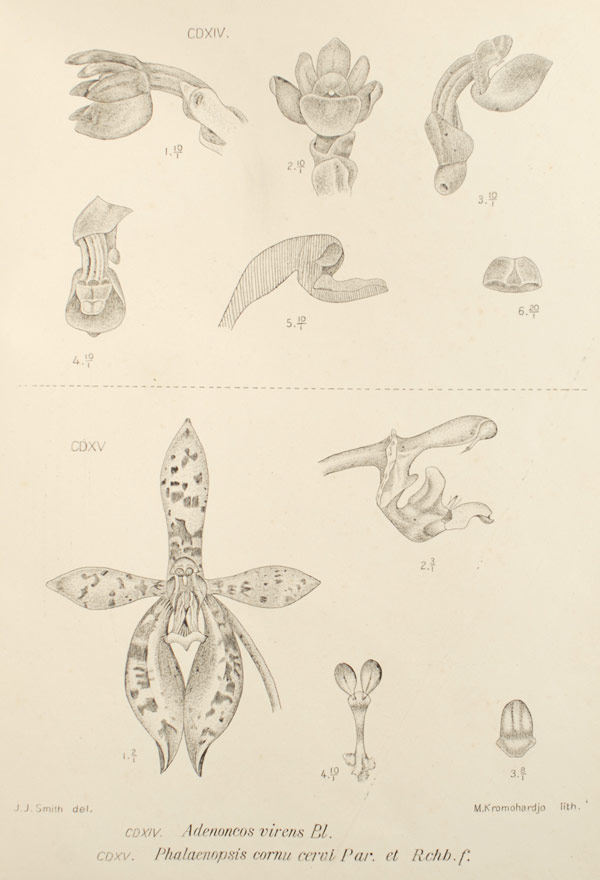
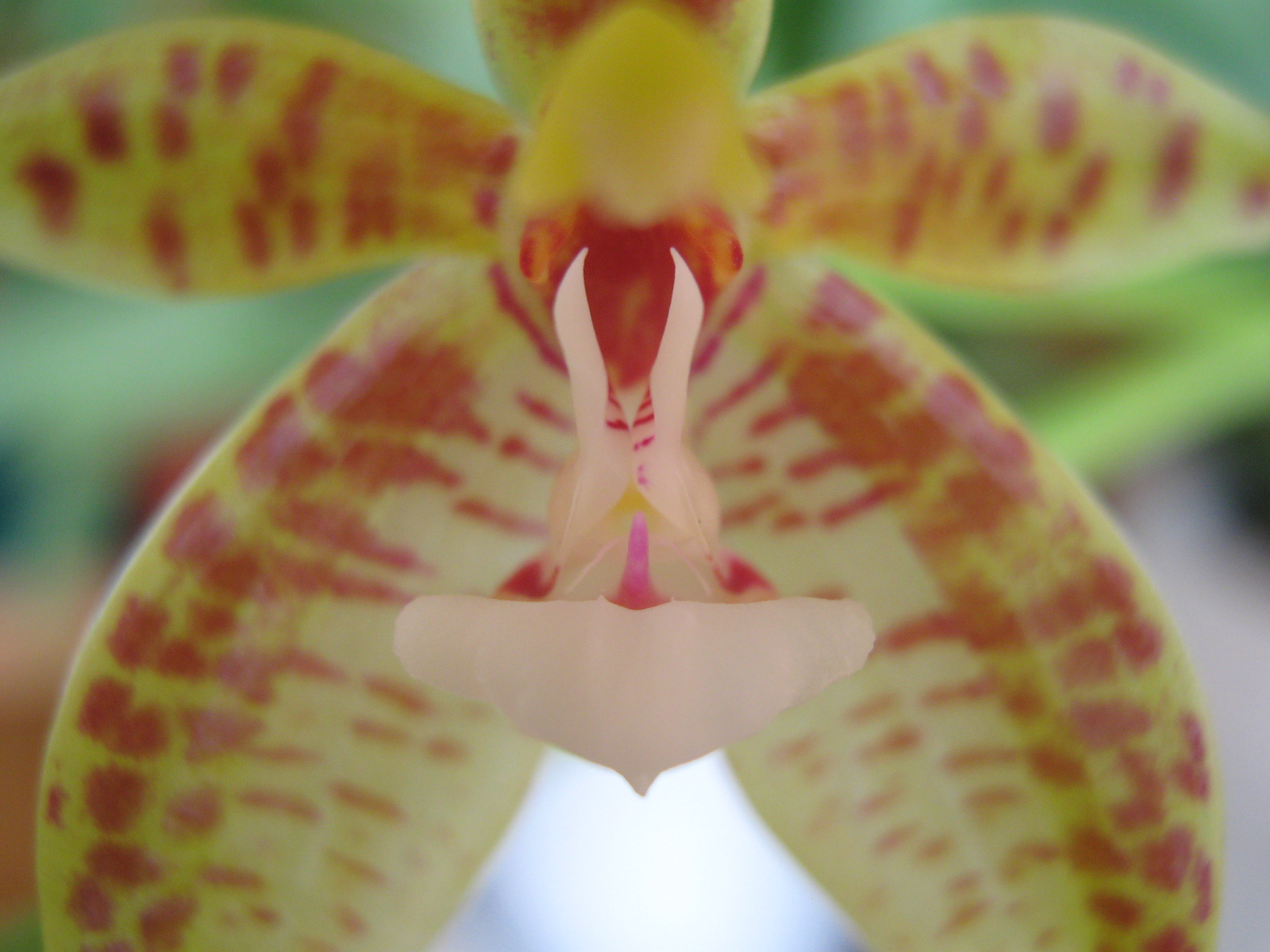
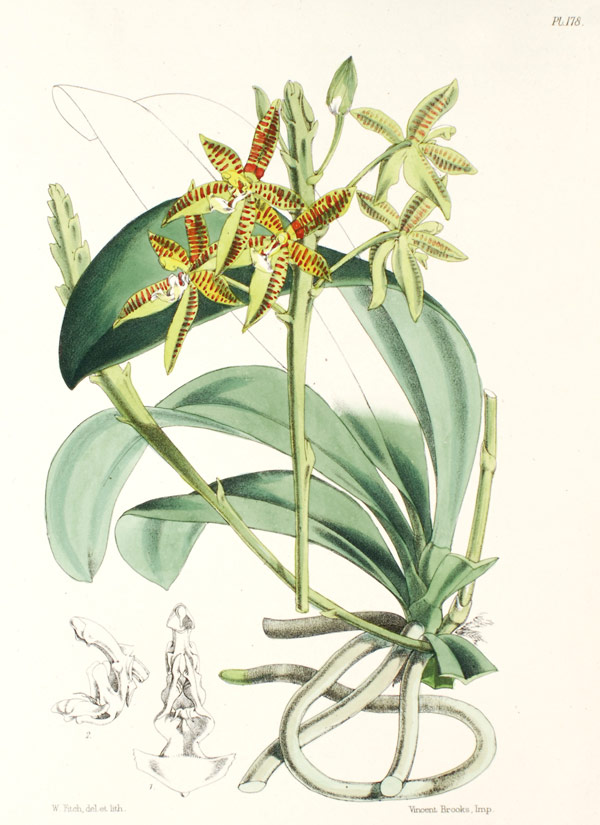
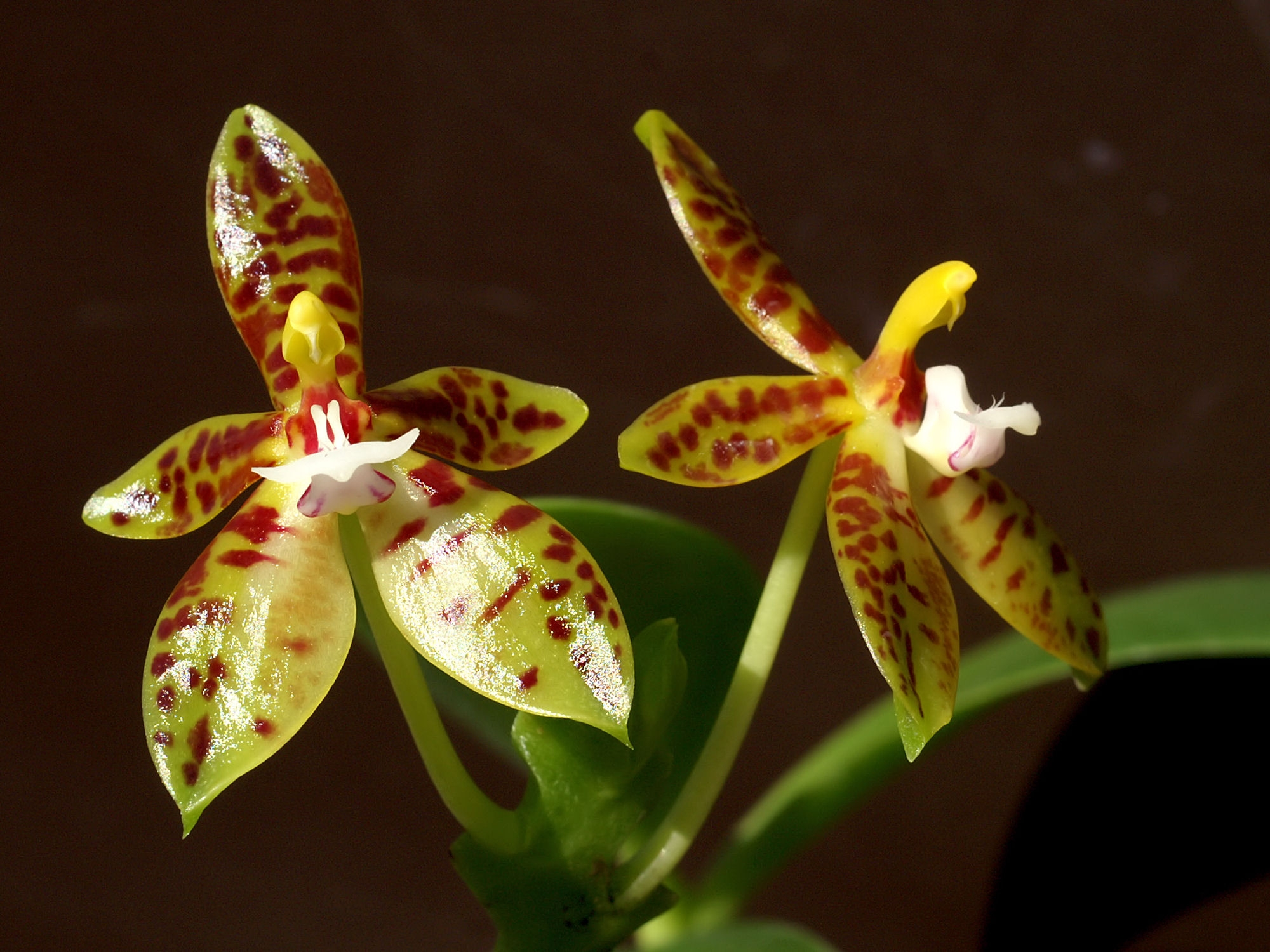
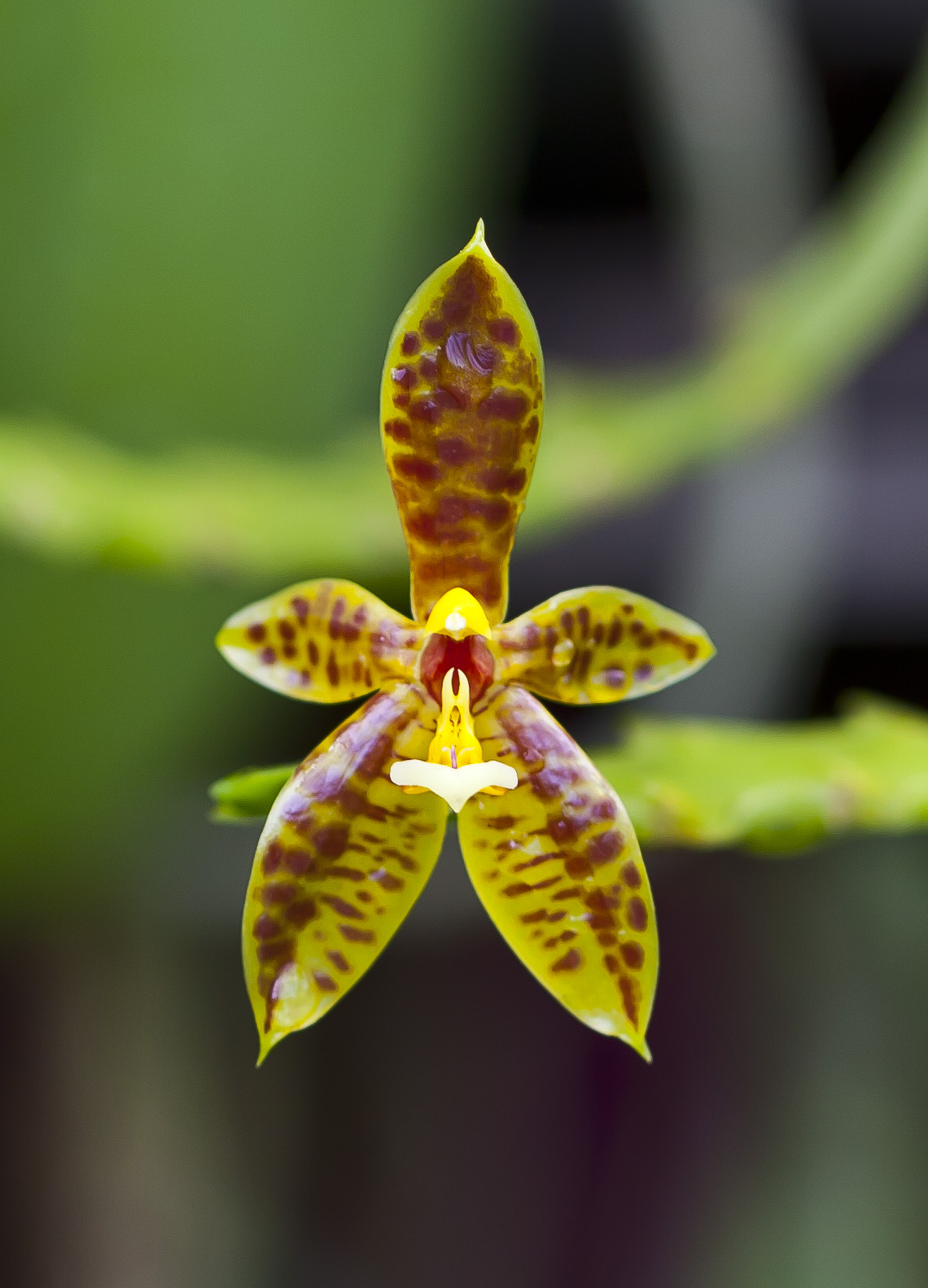